# Asteasu
Asteasu è un comune spagnolo di 1 290 abitanti situato nella comunità autonoma dei Paesi Baschi.